# Дженнингс, Гарт
Гарт Дженнингс (англ. Garth Jennings, родился 4 марта 1972 года, Лондон, Англия) — британский кинорежиссёр, сценарист, продюсер, актёр и писатель. Среди фильмов, которые он снял, являются «Автостопом по Галактике», «Сын Рэмбо» и «Зверопой». Он стал соучредителем производственной компании Hammer & Tongs.

## Карьера

### Hammer & Tongs
В 1993 году Дженнингс вместе с Домиником Люнгом и Ником Голдсмитом основал производственную компанию Hammer & Tongs. Продюсерская компания в первую очередь отвечала за режиссуру и написание музыкальных клипов. Музыкальный клип на сингл «Lotus Flower» группы Radiohead принес Дженнингсу номинацию на 54-ю ежегодную премию Грэмми.

### Автостопом по галактике
Будучи членом компании Hammer & Tongs, он начал снимать несколько полнометражных картин, таких как научно-фантастический комедийный фильм 2005 года Автостопом по галактике, основанный на предыдущих работах в одноимённой медиа-франшизе, созданной Дугласом Адамсом. В нём снялись Мартин Фримен, Сэм Рокуэлл, Мос Деф, Зои Дешанель, а так же озвучили Стивен Фрай и Алан Рикман.

### Сын Рэмбо
Действие происходит летом на заре тэтчеровской Британии, «Сын Рэмбо» является историей о двух школьниках и их попытках снять любительский фильм, вдохновившись Первой кровью. Премьера фильма состоялась 22 января 2007 года на кинофестивале Sundance. Позже он был показан на кинофестивале в Ньюпорт-Бич, международном кинофестивале в Сиэтле, международном кинофестивале в Торонто и кинофестивале в Глазго. Фильм также был показан на 51-м Лондонском кинофестивале Британского института кино. «Сын Рэмбо» был выпущен в Великобритании 4 апреля 2008 года и открыт в ограниченном выпуске в Соединенных Штатах 2 мая 2008 года.

### Зверопой
1 января 2014 года Дженнингс был подтверждён на должность режиссёра анимационного комедийного фильма Universal Pictures и Illumination под названием «Зверопой», выпущенный 12 февраля 2016 года. В фильме Дженнингс также озвучил пожилую игуану Миссис Ползли, являющуюся секретаршей коалы Бастера Муна. Выход продолжения под названием «Зверопой 2» в кинотеатры планируется 22 декабря 2021 года.

### Мадам
В 2018 году Гарт Дженнингс снял, написал и спродюсировал короткометражный фильм под названием «Мадам», действие которого происходит в роскошной парижской квартире, где живёт элегантная пожилая дама. А внутри этой дамы живёт чудовище.

## Фильмография

### Фильмы
| Год  | Название                | Режиссёр | Сценарист | Продюсер | Примечания             |
| ---- | ----------------------- | -------- | --------- | -------- | ---------------------- |
| 2005 | Автостопом по галактике | Да       |           |          |                        |
| 2008 | Сын Рэмбо               | Да       | Да        |          |                        |
| 2016 | Зверопой                | Да       | Да        |          |                        |
| 2018 | Мадам                   | Да       | Да        | Да       | Короткометражный фильм |
| 2021 | Зверопой 2              | Да       | Да        |          |                        |

### Актёр
| Год  |     | Русское название                     | Оригинальное название                      | Роль               |
| ---- | --- | ------------------------------------ | ------------------------------------------ | ------------------ |
| 2004 | ф   | Зомби по имени Шон                   | Shaun of the Dead                          | Весёлый Зомби      |
| 2005 | ф   | Автостопом по галактике              | The Hitchhiker's Guide to the Galaxy       | Мышь Фрэнки        |
| 2007 | ф   | Типа крутые легавые                  | Hot Fuzz                                   | наркоман           |
| 2009 | мф  | Бесподобный мистер Фокс              | Fantastic Mr. Fox                          | сын Бина           |
| 2013 | ф   | Армагеддец                           | The World's End                            | Мужчина в пабе № 5 |
| 2016 | мф  | Зверопой                             | Sing                                       | Мисс Ползли        |
| 2016 | ф   | Пойдем вместе: Образ моды в движении | Come Together: A Fashion Picture in Motion | Фриц               |
| 2017 | кор | Любовь с первого взгляда             | Love at First Sight                        | Мисс Ползли        |
| 2019 | мф  | Тайная жизнь домашних животных 2     | The Secret Life of Pets 2                  | Хамстер            |
| 2021 | мф  | Зверопой 2                           | Sing 2                                     | Мисс Ползли        |

## Музыкальные видео
| Год  | Песня                        | Исполнитель        |
| ---- | ---------------------------- | ------------------ |
| 1997 | Hit                          | The Wannadies      |
| 1997 | Bentley's Gonna Sort You Out | Bentley Rhythm Ace |
| 1997 | Help the Aged                | Pulp               |
| 1998 | A Little Soul                | Pulp               |
| 1998 | Cancer for the Cure          | Eels               |
| 1998 | Last Stop: This Town         | Eels               |
| 1998 | The Flipside                 | Moloko             |
| 1999 | Coffee & TV                  | Blur               |
| 1999 | Pumping on Your Stereo       | Supergrass         |
| 1999 | Right Here, Right Now        | Fatboy Slim        |
| 1999 | Summertime Blues             | Guitar Wolf        |
| 2000 | Theme from Gutbuster         | Bentley Rhythm Ace |
| 2000 | Disillusion                  | Badly Drawn Boy    |
| 2001 | Pissing in the Wind          | Badly Drawn Boy    |
| 2001 | Imitation of Life            | R.E.M.             |
| 2002 | Lost Cause                   | Beck               |
| 2005 | Hell Yes                     | Beck               |
| 2005 | Low C                        | Supergrass         |
| 2007 | Nude                         | Radiohead          |
| 2008 | A-Punk                       | Vampire Weekend    |
| 2009 | Cousins                      | Vampire Weekend    |
| 2011 | Lotus Flower                 | Radiohead          |
| 2013 | Ingenue                      | Atoms for Peace    |

## Награды и номинации
| Год  | Фильм                              | Присуждение                                                        | Категория | Результат |
| ---- | ---------------------------------- | ------------------------------------------------------------------ | --- | --------- |
| 2000 | Da Ali G Show                      | Королевское телевизионное общество Великобритании                  | Лучший графический дизайн - титул                                                                            | Победа    |
| 2000 | Supergrass: Pumping on Your Stereo | MTV Video Music Awards                                             | Лучшее направление в видео                                                                                   | Номинация |
| 2001 | R.E.M.: Imitation of Life          | MTV Video Music Awards                                             | Лучшее направление в видео                                                                                   | Номинация |
| 2005 | Автостопом по галактике            | Премия Артиоса - Американское кастинговое общество                 | Лучший Полнометражный Фильм Кастинг-Комедия                                                                  | Номинация |
| 2006 | Автостопом по галактике            | Премия «Золотой трейлер»                                           | Самый оригинальный                                                                                           | Победа    |
| 2006 | Автостопом по галактике            | Премия Ассоциации кино и онлайн телевидения                        | Лучшая музыка, Оригинальная песня                                                                            | Номинация |
| 2006 | Автостопом по галактике            | Империя                                                            | Лучший Британский фильм                                                                                      | Номинация |
| 2006 | Автостопом по галактике            | Империя                                                            | Лучшая комедия                                                                                               | Номинация |
| 2006 | Автостопом по галактике            | Премия «Золотой трейлер»                                           | Лучший голос за кадром                                                                                       | Номинация |
| 2008 | Сын Рэмбо                          | Премия британского независимого кино                               | Лучший режиссёр                                                                                              | Номинация |
| 2008 | Сын Рэмбо                          | Премия британского независимого кино                               | Лучший сценарий                                                                                              | Номинация |
| 2008 | Сын Рэмбо                          | Премия британского независимого кино                               | Самый многообещающий новичок для Билла Милнера и Уилла Поултера                                              | Номинация |
| 2008 | Сын Рэмбо                          | Кинофестиваль в Локарно                                            | Приз зрительских симпатий                                                                                    | Победа    |
| 2008 | Сын Рэмбо                          | Кинофестиваль в Локарно                                            | Премия Variety Piazza Grande                                                                                 | Номинация |
| 2008 | Сын Рэмбо                          | Национальный совет кинокритиков США                                | Лучшие независимые фильмы                                                                                    | Победа    |
| 2009 | Сын Рэмбо                          | Премия Британской Академии в области кино                          | Самая многообещающая новинка для Карла Формана                                                               | Номинация |
| 2009 | Сын Рэмбо                          | Империя                                                            | Лучшая комедия                                                                                               | Победа    |
| 2009 | Сын Рэмбо                          | Империя                                                            | Лучший Британский фильм                                                                                      | Номинация |
| 2012 | Radiohead: Lotus Flower            | Грэмми                                                             | Лучшее музыкальное короткометражное видео                                                                    | Номинация |
| 2017 | Зверопой                           | Золотой глобус                                                     | Лучший полнометражный анимационный фильм                                                                     | Номинация |
| 2017 | Зверопой                           | Золотой глобус                                                     | Лучшая оригинальная песня "Faith" – Теддер Райан, Стиви Уандер и Фрэнсис Старлайт                            | Номинация |
| 2017 | Зверопой                           | Энни                                                               | Музыка в анимационной полнометражной постановке для Джоби Тэлбота                                            | Номинация |
| 2017 | Зверопой                           | Голливудские награды за музыку в средствах информации              | Лучшая песня для анимационного фильма                                                                        | Номинация |
| 2017 | Зверопой                           | Голливудские награды за музыку в средствах информации              | Лучший саундтрек к альбому                                                                                   | Номинация |
| 2017 | Зверопой                           | Голливудские награды за музыку в средствах информации              | Выдающийся музыкальный надзор для Джоджо Вильянуэва                                                          | Победа    |
| 2017 | Зверопой                           | Nickelodeon Kids' Choice Awards                                    | Любимый анимационный фильм                                                                                   | Номинация |
| 2017 | Зверопой                           | Nickelodeon Kids' Choice Awards                                    | Любимый голос из мультфильма для Риз Уизерспун                                                               | Номинация |
| 2017 | Зверопой                           | Nickelodeon Kids' Choice Awards                                    | Самый разыскиваемый питомец для Риз Уизерспун                                                                | Номинация |
| 2017 | Зверопой                           | Nickelodeon Kids' Choice Awards                                    | Любимый саундтрек                                                                                            | Номинация |
| 2017 | Зверопой                           | За награду актёров озвучки BTVA                                    | Лучшее мужское вокальное исполнение в художественном фильме в роли второго плана в роли голоса "Мисс Ползли" | Номинация |
| 2017 | Зверопой                           | Детская премия Британской академии                                 | Художественный фильм                                                                                         | Номинация |
| 2017 | Зверопой                           | Сатурн                                                             | Лучший полнометражный анимационный фильм                                                                     | Номинация |
| 2017 | Зверопой                           | AARP Annual Movies for Grownups Awards                             | Лучший фильм для взрослых, которые отказываются взрослеть                                                    | Номинация |
| 2019 | Мадам                              | Кинофестиваль Дада Сахеб Фалке                                     | Лучшая Короткометражка живого исполнения/ Лучшая анимационная короткометражка                                | Победа    |
| 2019 | Мадам                              | Международный кинофестиваль в Сиэтле                               | Лучший фильм                                                                                                 | Номинация |
| 2019 | Мадам                              | Кинофестиваль HollyShorts                                          | Официальные выборы                                                                                           | Номинация |
| 2019 | Мадам                              | Фестиваль DC Shorts                                                | Официальные выборы                                                                                           | Номинация |
| 2019 | Мадам                              | Международный фестиваль фантастических фильмов Каталонии в Ситжесе | Официальные выборы                                                                                           | Номинация |
| 2019 | Мадам                              | Triller! Chiller!                                                  | Лучший холод                                                                                                 | Победа    |
| 2019 | Мадам                              | Фестиваль фильмов ужасов Screamfest                                | Официальные выборы                                                                                           | Номинация |
| 2019 | Мадам                              | Фестиваль независимого кино в Санте-Фе                             | Официальные выборы                                                                                           | Номинация |
| 2019 | Мадам                              | Международный фестиваль короткометражных фильмов в Саппоро         | Официальные выборы                                                                                           | Номинация |
| 2019 | Мадам                              | Кембриджский кинофестиваль                                         | Официальные выборы                                                                                           | Номинация |
| 2019 | Мадам                              | Vortex Sci-Fi, Фестиваль фэнтези и фильмов ужасов                  | Официальные выборы                                                                                           | Номинация |
| 2019 | Мадам                              | Кинофестиваль короткометражных фильмов "Эстетика"                  | Лучший триллер                                                                                               | Победа    |
| 2019 | Мадам                              | Кинофестиваль Фойла                                                | Официальные выборы                                                                                           | Номинация |
| 2019 | Мадам                              | Международный кинофестиваль Друк                                   | Официальные выборы                                                                                           | Номинация |
| 2019 | Мадам                              | Кинофестиваль Shockfect                                            | Официальные выборы                                                                                           | Номинация |
| 2019 | Мадам                              | Багамский Международный Кинофестиваль                              | Официальные выборы                                                                                           | Номинация |
| 2019 | Мадам                              | Международный Кинофестиваль В Анкоридже                            | Лучший короткий рассказ                                                                                      | Победа    |
| 2019 | Мадам                              | Награды за фильм ужасов                                            | Лучшая короткометражка                                                                                       | Победа    |
| 2019 | Мадам                              | Лондонский фестиваль короткометражных фильмов                      | Официальные выборы                                                                                           | Номинация |

## Книги
| Год  | Название                                     | Издательство  |
| ---- | -------------------------------------------- | ------------- |
| 2015 | Смертельная 7-ка                             | Pan Macmillan |
| 2017 | Самый дикий ковбой (иллюстрация Сары Огилви) | Pan Macmillan |
| 2019 | Хорошая, плохая и смертельная 7-ка           | Pan Macmillan |
| 2020 | Проклятие смертоносной 7-ки                  | Pan Macmillan |